# Josef (2011.)
Josef je hrvatski cjelovečernji ratni igrani film iz 2011. godine koji je režirao Stanislav Tomić. Prikazuje ratni put hrvatskog vojnika u Austrougarskoj vojsci tijekom Prvog svjetskog rata na Galicijskom bojištu.

## Radnja
Istočno bojište, Galicija, 1915. godine. Ruski vojnici i Čerkezi pod zapovjedništvom kapetana Serjože (Dražen Šivak) pljačkaju mrtve austrijske vojnike u napuštenom rovu, ubijajući preživjele. Nakon što su otišli, jedan vojnik koji je bio samo ranjen (Neven Aljinović-Tot), dolazi k svijesti, i na sebe oblači odoru i šinjel jednog mrtvog dočasnika kako bi se ugrijao. Kreće opustošenim krajem prema austrijskim položajima i susreće grupicu uplašenih austrijskih vojnika, Hrvata i Mađara domobrana, te im se priključuje. No nailazi druga grupa austrijskih vojnika, koju predvodi natporučnik Tiffenbach (Alen Liverić), te ih sve zarobljavaju pod optužbom za dezertiranje. Pronašavši u vojnikovom džepu dokumente mrtvog dočasnika, Austrijanci povjeruju da je on ta osoba, tj. zugsführer (vodnik) Josef, prvak u mačevanju, te ga u zadnji tren ne strijeljaju. "Novi Josef" sada bude premješten u zapovjedništvo lokalne jedinice, no ubrzo ga šalju na zadatak, pod zapovjedništvom natporučnika Tiffenbacha, koji sumnja da je Josef zapravo varalica.
Tijekom jednog napada Čerkeza, Tiffenbach bude teško ranjen, te ga lažni Josef odvlači u jednu kolibu, skida s njega časničku uniformu te ju oblači sebi, nadajući se da će ga Čerkezi poštedjeti. No jedan od Čerkeza ga ubije čim ga ugleda. Nekoliko sati poslije, Tiffenbacha pronalazi žena po imenu Pelagija, te ga uspijeva odnijeti u svoju kolibu u šumi gdje ga njeguje. Kako njegovog gornjeg dijela uniforme nema, ona mu daje onu koju je lažni Josef odbacio, zajedno s dokumentima pravog Josefa. No samo dan poslije dolaze Čerkezi kojima je Pelagija rekla za Tiffenbacha u zamjenu za jednog konja. Tiffenbach se priključuje još dvojici zarobljenih vojnika koje Čerkezi muče i prisiljavaju na težak fizički rad.
Nakon što se Čerkezi priključe regularnoj ruskoj vojsci, Austrijanci iznenada napadaju njihove položaje. Ruski kapetan Serjoža, vidjevši da će Austrijanci dobiti bitku, skida s Tiffenbacha Josefovu uniformu i navlači ju sebi, te se priključuje Austrijancima u borbi protiv svojih bivših suboraca. Nakon bitke, Austrijanci likvidiraju zarobljene Ruse, među njima i Tiffenbacha, za kojega misle da je Rus. Serjoža sjeda u kamion s Austrijancima te im jedan dočasnik počinje objašnjavati kako pravilno koristiti plinske maske. Vojnik do Serjože brije svoje brkove na specifičan način kako ne bi smetali maski te se predstavlja Serjoži. Kako bi mu odgovorio, Serjoža otvara Josefove dokumente i vidi da na njima piše Josip Broz.

## Uloge

### Glavne uloge
- Neven Aljinović-Tot – neimenovani domobran (prvi lažni Josef)
- Alen Liverić – natporučnik Ali Tiffenbach (drugi lažni Josef)
- Dražen Šivak – kapetan Serjoža (treći lažni Josef)
- Sandra Lončarić – Pelagija

### Sporedne uloge
- Bojan Navojec – Jambrek
- Igor Hamer – Sirađu
- Ivo Gregurević – Muđibar
- Robert Ugrina – desetnik Berket
- Dieter Schaad – pukovnik
- Milan Štrljić – bojnik Watzke
- Vid Balog – Štef
- Draško Zidar – ruski bojnik
- Hana Hegedušić – Johanna
- Viktor Glotz – Pišta
- Božidarka Frajt – vlasnica bordela
- Anne Lise Maxiant – higijeničarka
- Marko Perković Thompson – austrijski vojnik
- Zorana Rajić – prostitutka
- Nino Sorić – zarobljeni dezerter
- Filip Šovagović – dezerter u bijegu
- Tvrtko Jurić – austrijski vojnik u kamionu
- Filip Pobran – ruski kurir
- Miroslav Buhin – lovac na štakore
- Antonio Farkaš – Evgenij
- Šime Zanze – vojnik na mostu
- Tatjana Kandrač – pljačkašica leševa
- Vanja Stojković – ruski vojnik pred zapovjedništvom

## Glazba
Uvodnu pjesmu za film skladao je i snimio Marko Perković Thompson, koji ima i manju ulogu u filmu.

## Nagrade
Film je dobio Zlatnu arenu za najbolje posebne efekte na Pulskom filmskom festivalu 2011.
Prikazan je na 5. Danima filma u Mostaru 2011. godine.

## Kritike
Slobodna Dalmacija Jozefa je proglasila "ponajboljim hrvatskim filmom 2011. godine":
| „ | U “Josefu”, najugodnijem iznenađenju filmskog festivala u Puli, nema obitelji za ručkom, ali da je ima, objektiv Mirka Pivčevića zasigurno bi pratio zbivanja u čestom pokretu i širom otvorenih “kapaka”. Naravno, eksplozivna naprava u tom bi slučaju bila tik ispod stola, pripravna da se svakog trena aktivira, recimo usred zapaljiva razgovora o politici. Svejedno, audiovizualna i sadržajna bomba čitavo vrijeme pulsira u “Josefu”, spremna da eksplodira do odjavne špice, a film se gleda na rubu sjedala, baš prema Hitchovu naputku. Debitantski cjelovečernji igrani film Stanislava Tomića prilično je atraktivan i stiliziran, suvereno režiran, s nizom (za domaće pojmove) rijetko doživljenih čulnih senzacija, modernom sinefilskom oku vjerojatno i najprivlačniji hrvatski uradak uz Milićeve “Žive i mrtve”. | ” |
|   | |   |

Slobodna Dalmacija pohvalila je i filmsku glazbu, ali i kritizirala žiri Pulskog festivala koji je podcijenio film:
| „ | Glazbu je skladao Marko Perković Thompson, i to jako dobro, pa se čini kao da ovo nije njegov prvi susret s filmskim “scoreom”. Opišimo je kao ratničku, sa snažnim prizvukom domaćeg budničkog kolorita karakterističnog za Thompsonov opus. Ako je, po mnogim kritičarima, glazba u filmu prenaglašena, s pokojom “notom previše”, čini se da je “Josef” pao u Thompsonovu sjenu te u medijima doživio svojevrsno divljenje s distancije, napose u Puli. Opći je konsenzus bio da je film dobar, ali rijetki su se usudili to reći naglas, što je vidljivo i po skromnim dometima u finalnoj podjeli nagrada. Je li “Josefu”, ponajboljem hrvatskom ostvarenju 2011. godine, presudio animozitet prema Thompsonu? Moguće. Kao skladatelj i tumač manje uloge austrougarskog vojnika, Thompson se popeo na pozornicu pulske Arene koja mu je dotad bila (koncertno) nedostižna, što je medijima bilo puno zanimljivije od kakvoće “Josefa”. | ” |
|   | |   |

## Teorije o Titovom podrijetlu
Nadahnuće za film bile su i teorije o podrijetlu Josipa Broza Tita, poput:
- Pravi Tito bio je ubijen i zamijenjen sovjetskim agentom. ↓1
- Tito je zapravo bio Jošua Ambroz Tito, austrijski Židov.

## Zanimljivosti
- U filmu igraju i poznati hrvatski glumci Ivo Gregurević, Bojan Navojec, Milan Štrljić, Alen Liverić i dr.[6]
- U filmu se osim hrvatskog, govori i njemački, ruski i ukrajinski.[5]